# Championnat de France féminin de hockey sur glace 2011-2012
Saison précédente Saison suivante
La saison 2011-2012 est la 26e édition du Championnat de France féminin de hockey sur glace.

## Championnat féminin Élite

### Équipes engagées
Elles sont au nombre de quatre : 
- Hockey Club Cergy-Pontoise ;
- Grenoble Métropole Hockey 38 ;
- Hockey Club Neuilly-sur-Marne ;
- Gap Hockey Club.

### Formule de la saison
Les équipes sont rassemblées au sein d'une poule unique et se rencontrent en double aller-retour. Pour limiter les déplacements, deux matchs sont joués lors de chaque confrontation. Suit ensuite une phase finale à laquelle l'équipe vainqueur du Championnat féminin excellence participe.
Les points sont attribués de la manière suivante : 
- 2 points pour une victoire ;
- 1 point pour un nul ;
- 0 point pour une défaite.

### Saison régulière
Elle est disputée du 1er octobre 2011 au 11 mars 2012.
| Équipes           | Cergy-Pontoise | Gap  | Grenoble | Neuilly-sur-Marne |
| Cergy-Pontoise    |                | 10-2 | 2-3      | 1-4               |
| Cergy-Pontoise    | 9-0            | 1-8  | 2-8      |                   |
| Gap               | 2-5            |      | 0-18     | 0-10              |
| Gap               | 1-7            | 0-11 | 0-10     |                   |
| Grenoble          | 5-0            | 4-0  |          | 2-4               |
| Grenoble          | 3-1            | 7-0  | 3-3      |                   |
| Neuilly-sur-Marne | 5-2            | 8-0  | 3-8      |                   |
| Neuilly-sur-Marne | 2-4            | 9-0  | 6-3      |                   |

Le score de l'équipe à domicile, située dans la colonne de gauche, est inscrit en premier.
| Clt   | Équipe               | PJ | V | D  | N | BP | BC  | Diff | Pts |
| ----- | -------------------- | -- | - | -- | - | -- | --- | ---- | --- |
| +001, | HC Neuilly-sur-Marne | 12 | 9 | 2  | 1 | 72 | 25  | +47  | 19  |
| +002, | Grenoble MH 38       | 12 | 9 | 2  | 1 | 75 | 20  | +55  | 19  |
| +003, | HC Cergy-Pontoise    | 12 | 9 | 7  | 0 | 44 | 43  | +1   | 10  |
| +004, | Gap Hockey Club      | 12 | 0 | 12 | 0 | 5  | 108 | -103 | 0   |

### Phase finale
La phase finale se déroule les 28 et 29 avril 2012. Elle est jouée sous la forme d'une coupe. En demi-finales, l'équipe ayant fini première de la saison régulière affronte l'équipe ayant fini quatrième tandis que les équipes ayant fini deuxième et troisième s'opposent dans la seconde demi.
|  | Demi-finales                                           | Demi-finales                                           |                          |   | Finale                                                 | Finale                                                 |
|  | Demi-finales                                           | Demi-finales                                           |                          |   | Finale                                                 | Finale                                                 |
|  |                                                        |                                                        |                          |   |                                                        |                                                        |
|  | 28 avril 2012, Patinoire municipale, Neuilly-sur-Marne | 28 avril 2012, Patinoire municipale, Neuilly-sur-Marne |                          |   | 29 avril 2012, Patinoire municipale, Neuilly-sur-Marne | 29 avril 2012, Patinoire municipale, Neuilly-sur-Marne |
|  | 28 avril 2012, Patinoire municipale, Neuilly-sur-Marne | 28 avril 2012, Patinoire municipale, Neuilly-sur-Marne |                          |   | 29 avril 2012, Patinoire municipale, Neuilly-sur-Marne | 29 avril 2012, Patinoire municipale, Neuilly-sur-Marne |
|  | (1) HC Neuilly-sur-Marne                               | 22                                                     |                          |   | 29 avril 2012, Patinoire municipale, Neuilly-sur-Marne | 29 avril 2012, Patinoire municipale, Neuilly-sur-Marne |
|  | (1) HC Neuilly-sur-Marne                               | 22                                                     |                          |   | 29 avril 2012, Patinoire municipale, Neuilly-sur-Marne | 29 avril 2012, Patinoire municipale, Neuilly-sur-Marne |
|  | (4) Gap Hockey Club                                    | 0                                                      |                          |   | 29 avril 2012, Patinoire municipale, Neuilly-sur-Marne | 29 avril 2012, Patinoire municipale, Neuilly-sur-Marne |
|  | (4) Gap Hockey Club                                    | 0                                                      | (1) HC Neuilly-sur-Marne | 1 |                                                        |                                                        |
|  | 28 avril 2012, Patinoire municipale, Neuilly-sur-Marne |                                                        | (1) HC Neuilly-sur-Marne | 1 |                                                        |                                                        |
|  |                                                        | (2) Grenoble MH 38                                     | 9                        |   |                                                        |                                                        |
|  | (2) Grenoble MH 38                                     | (2) Grenoble MH 38                                     | 9                        | 8 |                                                        |                                                        |
|  | (2) Grenoble MH 38                                     |                                                        |                          | 8 |                                                        |                                                        |
|  | (3) HC Cergy-Pontoise                                  | 1                                                      |                          |   |                                                        |                                                        |
|  | (3) HC Cergy-Pontoise                                  | 1                                                      | Match pour la 3e place   |   |                                                        |                                                        |
|  |                                                        |                                                        |                          |   |                                                        |                                                        |
|  | 29 avril 2012, Patinoire municipale, Neuilly-sur-Marne |                                                        |                          |   |                                                        |                                                        |
|  |                                                        |                                                        |                          |   |                                                        |                                                        |
|  | (3) HC Cergy-Pontoise                                  | 7                                                      |                          |   |                                                        |                                                        |
|  | (3) HC Cergy-Pontoise                                  | 7                                                      |                          |   |                                                        |                                                        |
|  | (4) Gap Hockey Club                                    | 0                                                      |                          |   |                                                        |                                                        |
|  | (4) Gap Hockey Club                                    | 0                                                      |                          |   |                                                        |                                                        |

## Championnat Féminin Excellence

### Équipes engagées
Elles sont au nombre de onze réparties en deux poules régionales :
| Poule Ouest - Bretagne - Caen - HC Cergy-Pontoise 2 - Nantes - Hockey Club Neuilly-sur-Marne - Saint-Ouen/Garges | Poule Est - Hockey Club de Colmar - Gap Hockey Club - Languedoc-Roussillon - Mont-Blanc - Gryphonnes de Strasbourg |

### Formule de la saison
Les équipes engagées sont réparties en deux poules régionales jouées en matchs aller-retour. Les deux premiers de chaque poule se qualifient pour le carré final.
Les points sont attribués de la manière suivante : 
- 2 points pour une victoire
- 1 point pour un nul
- 0 point pour une défaite

### Saison régulière
Elle est disputée du 8 octobre 2011 au 4 mars 2012.

#### Poule Ouest
| Équipes           | Bretagne | Caen  | Cergy 2 | Nantes | Neuilly | Saint-Ouen/ Garges |
| Bretagne          |          | 6-4   | 2-5     | 23-0   | 14-1    | 13-0               |
| Caen              | 1-5      |       | 3-12    | 11-6   | 4-2     | 7-6                |
| Cergy-Pontoise 2  | 3-3      | 16-0  |         | 16-0   | 17-1    | 16-2               |
| Nantes            | 0-13     | 10-11 | 0-19    |        | 9-11    | 2-11               |
| Neuilly-sur-Marne | 0-10     | 5-5   | 1-10    | 8-1    |         | 4-5                |
| Saint-Ouen/Garges | 3-1      | 3-1   | 2-6     | 8-0    | 2-1     |                    |

Le score de l'équipe à domicile, située dans la colonne de gauche, est inscrit en premier.
| Clt   | Équipe            | PJ | V | D  | N | BP  | BC  | Diff | Pts |
| ----- | ----------------- | -- | - | -- | - | --- | --- | ---- | --- |
| +001, | Cergy-Pontoise 2  | 10 | 9 | 0  | 1 | 120 | 14  | +106 | 19  |
| +002, | Bretagne          | 10 | 7 | 2  | 1 | 90  | 17  | +73  | 15  |
| +003, | Saint-Ouen/Garges | 10 | 6 | 4  | 0 | 42  | 51  | -9   | 12  |
| +004, | Caen              | 10 | 4 | 5  | 1 | 47  | 71  | -24  | 9   |
| +005, | Neuilly-sur-Marne | 10 | 2 | 7  | 1 | 34  | 77  | -43  | 5   |
| +006, | Nantes            | 10 | 0 | 10 | 0 | 28  | 131 | -103 | 0   |

- Qualifié pour le carré final

#### Poule Est
| Équipes        | Colmar | Gap | Languedoc-Rou. | Mont-Blanc | Strasbourg |
| Colmar         |        | 8-7 | 3-5            | 4-2        | 15-4       |
| Gap            | 0-6    |     | 3-3            | 7-0        | 9-6        |
| Languedoc-Rou. | 5-3    | 2-2 |                | 6-0        | 3-4        |
| Mont-Blanc     | 1-11   | 1-1 | 1-6            |            | 2-4        |
| Strasbourg     | 3-7    | 2-3 | 4-6            | 3-4        |            |

Le score de l'équipe à domicile, située dans la colonne de gauche, est inscrit en premier.
| Clt   | Équipe                   | PJ | V | D | N | BP | BC | Diff | Pts |
| ----- | ------------------------ | -- | - | - | - | -- | -- | ---- | --- |
| +001, | Languedoc-Roussillon     | 8  | 5 | 1 | 2 | 36 | 20 | +16  | 12  |
| +002, | Hockey Club de Colmar    | 8  | 6 | 2 | 0 | 57 | 27 | +30  | 12  |
| +003, | Gap Hockey Club          | 8  | 3 | 2 | 3 | 32 | 28 | +4   | 9   |
| +004, | Gryphonnes de Strasbourg | 8  | 2 | 6 | 0 | 30 | 49 | -19  | 4   |
| +005, | Mont-Blanc               | 8  | 1 | 6 | 1 | 11 | 42 | -31  | 3   |

- Qualifié pour le carré final

### Carré final
Il se déroule du 23 au 25 mars 2012 à la patinoire des Casseaux à Limoges.
| 23 mars 2012 | HC Cergy-Pontoise 2   | 6-0 (2-0; 3-0; 1-0) | Languedoc-Roussillon  | Patinoire des Casseaux Affluence : 52  |
| 23 mars 2012 | Bretagne              | 8-6 (2-2; 2-4; 4-0) | Hockey Club de Colmar | Patinoire des Casseaux Affluence : 52  |
| 24 mars 2012 | Hockey Club de Colmar | 2-7 (2-3; 0-2; 0-2) | HC Cergy-Pontoise 2   | Patinoire des Casseaux Affluence : 72  |
| 24 mars 2012 | Languedoc-Roussillon  | 1-3 (1-1; 0-1; 0-1) | Bretagne              | Patinoire des Casseaux Affluence : 75  |
| 25 mars 2012 | Languedoc-Roussillon  | 3-5 (0-1; 2-2; 1-2) | Hockey Club de Colmar | Patinoire des Casseaux Affluence : 102 |
| 25 mars 2012 | HC Cergy-Pontoise 2   | 2-1 (1-0; 0-0; 1-1) | Bretagne              | Patinoire des Casseaux Affluence : 115 |

| Clt   | Équipe                | PJ | V | D | N | BP | BC | Diff | Pts |
| ----- | --------------------- | -- | - | - | - | -- | -- | ---- | --- |
| +001, | HC Cergy-Pontoise 2   | 3  | 3 | 0 | 0 | 15 | 3  | +12  | 6   |
| +002, | Bretagne              | 3  | 2 | 1 | 0 | 12 | 9  | +3   | 4   |
| +003, | Hockey Club de Colmar | 3  | 1 | 2 | 0 | 13 | 18 | -5   | 2   |
| +004, | Languedoc-Roussillon  | 8  | 0 | 3 | 0 | 4  | 14 | -10  | 0   |

- Championne de France excellence.

L'équipe de HC Cergy-Pontoise 2 est Championne de France Excellence 2011-2012.